# Klaus von Heimendahl (General, 1960)
Klaus Georg Walther von Heimendahl (* 26. März 1960 in Hamburg) ist ein Generalleutnant des Heeres der Bundeswehr im einstweiligen Ruhestand. In seiner letzten Verwendung war er Abteilungsleiter Personal im Bundesministerium der Verteidigung (BMVg).

## Leben

### Militärische Laufbahn
Klaus von Heimendahl ist Angehöriger der Adelsfamilie von Heimendahl. Er ist der Sohn des Brigadegenerals Klaus Paul Adolf von Heimendahl und dessen Frau Magrit Barbara Elisabeth von Heimendahl, geborene von Wietersheim (* 1935). Der Offizier Klaus von Heimendahl ist sein Großvater.
Er trat 1978 in die Bundeswehr als Offizieranwärter der Panzertruppe ein. Von 1991 bis 1993 absolvierte er den General- und Admiralstabsdienstlehrganges an der Führungsakademie der Bundeswehr (FüAkBw) und erhielt den General-Heusinger-Preis. Zu seiner Zeit als Bataillonskommandeur des Panzerbataillons 403 in Schwerin wurde in seinem Bataillon der erste Kampfpanzer Leopard 2 in der Version A6 der Truppe übergeben. Er kommandierte die Panzergrenadierbrigade 41 in Torgelow vom 24. Juli 2007 bis zum 4. Mai 2009. Sein Nachfolger wurde Benedikt Zimmer. Danach war von Heimendahl stellvertretender Kommandeur der 13. Panzergrenadierdivision in Leipzig.
Am 13. Dezember 2012 wurde von Heimendahl Beauftragter für Posttraumatische Belastungsstörung der Bundeswehr. Dieses Amt übergab er am 1. Juli 2015 an Generalarzt Bernd Mattiesen und trat seine neue Funktion als Unterabteilungsleiter I der Abteilung Führung Streitkräfte im BMVg an. Ab 1. September 2015 war von Heimendahl zusätzlich Leiter zunächst der „Steuergruppe Unterstützung Flüchtlingshilfe“ und dann des „Koordinierungsstabes Flüchtlingshilfe“ im BMVg. Zum 1. August 2017 wurde von Heimendahl Abteilungsleiter Führung Streitkräfte als Nachfolger von Generalleutnant Eberhard Zorn. Ab dem 22. März 2018 war er Abteilungsleiter Personal im BMVg.
Am 9. April 2024 wurde bekannt, dass Verteidigungsminister Boris Pistorius von Heimendahls Versetzung in den einstweiligen Ruhestand beantragen wird. Zum 18. April 2024 wurde er als Abteilungsleiter Personal durch Oda Döring ersetzt und in den einstweiligen Ruhestand versetzt.

## Sonstiges
Er ist Mitglied im „Advisory Council on German Federal Administration and Civil Society“ der Hertie School.

## Ehrungen
- 1993: General-Heusinger-Preis